# Казеле ин Питари
Казеле ин Питари (итал. Caselle in Pittari) је насеље у Италији у округу Салерно, региону Кампанија.
Према процени из 2011. у насељу је живело 1617 становника. Насеље се налази на надморској висини од 415 м.

## Становништво
| 1951. | 1961. | 1971. | 1981. | 1991. | 2001. | 2011. |
| ----- | ----- | ----- | ----- | ----- | ----- | ----- |
| 2.114 | 2.241 | 2.253 | 2.234 | 2.402 | 2.026 | 1.972 |

## Партнерски градови
- Готмадинген